# Couldn't Get It Right
Couldn't Get It Right è un singolo del gruppo musicale inglese UFO, pubblicato nel 1980. Il lato B del disco fu registrato in un concerto presso Reading, nello stesso anno. Entrambe le tracce vennero successivamente inserite nell'album The Wild, the Willing and the Innocent.

## Tracce
Lato A
1. Couldn't Get It Right – 4:04 (Chapman, Way, Mogg)

Lato B
1. Hot 'N' Ready (live) – 3:25 (Schenker, Mogg)